# 豪恩斯貝格山
47°54′54″N 12°59′47″E / 47.914870°N 12.996502°E

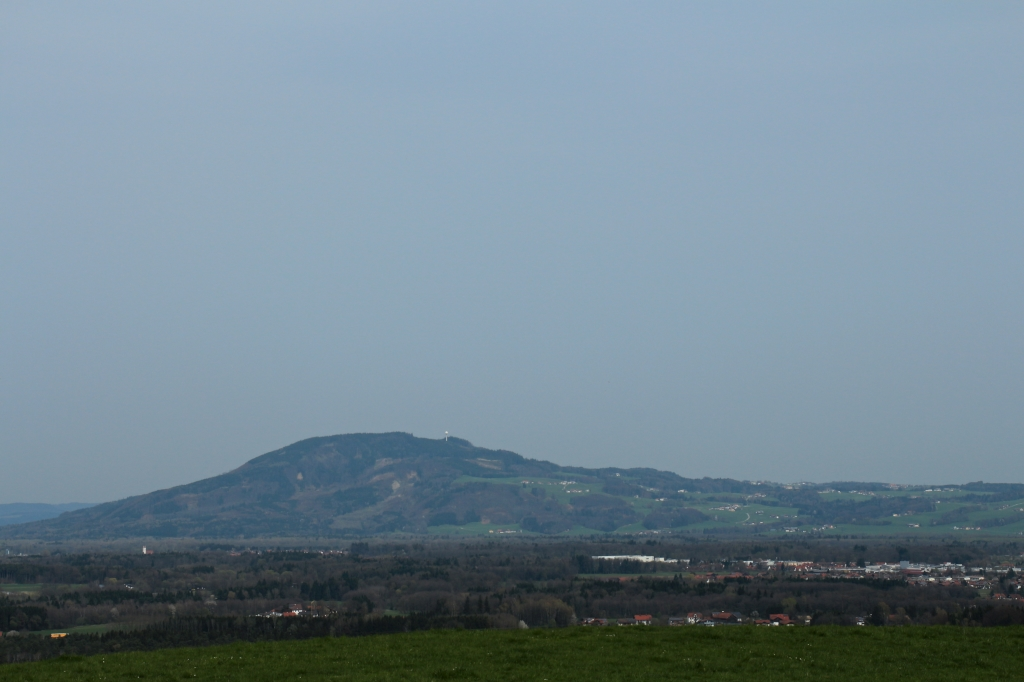

豪恩斯貝格山（德語：Haunsberg），是奧地利的山峰，位於該國中部，由薩爾茨堡州負責管轄，距離霍伊貝格山12公里，海拔高度835米，每年平均降雨量1,894毫米。